# Battlestar Galactica (navă)

Battlestar Galactica în serialul din 2004

Battlestar Galactica  este o navă spațială fictivă din universul Battlestar Galactica. 
Cele Douăsprezece Colonii ale Omului din serialul de televiziune original au construit o serie de nave spațiale de război în timpul perioadei de mii de ani de război cu Cylonii, ale căror nave de luptă sunt cunoscute ca Basestars (baze stelare).
Una dintr-un număr total confidențial de nave de luptă construite de către cele Douăsprezece Colonii, Galactica reprezintă planeta colonială Caprica, cea mai mare parte a echipajului fiind Capricani. Galactica a fost lansată cu mai mult de 500 de yahren înainte de încheierea celor o mie de yahren de război (și înainte de începutul filmului pilot). Se credea că este singura navă de război care a supraviețuit distrugerii celor Doisprezece Colonii, până când Pegasus a fost găsită. Galactica este comandată de comandorul Adama.

## Legături externe
- 1978 Galactica (Battlestar Wiki)
- Re-imagined Galactica (Battlestar Wiki)